# ステラキャスティング
株式会社ステラキャスティング（STELLA CASTING）は、東京都目黒区にある日本の芸能事務所。

## 概要
2013年6月、親会社ホリプロの、あらゆるジャンルのタレントを抱えるマネージメント部門を主力に、キャスティング業務・イベント事業・タレント育成などを行う会社として設立。
昭和35年（1960年）以降現在に至るまで、ホリプロの名の付かない唯一の子会社である。

### 沿革
- 2013年：会社設立。事務所は株式会社ホリプロと同住所。
- 2013年：同年解散したFUNKY MONKEY BABYSのファンキー加藤が業務提携で所属[2]。
- 2017年：ホリプロ所属のメイクアップアーティストピカ子の商品プロデュース及び、自社通販サイトでの販売、イベントの主催を行う。

## 所属タレント
- 藤井清美
- 初嶺麿代(業務提携)
- ファンキー加藤(業務提携)
- 山岸久朗
- 鹿野佐代子(業務提携)
- 悠以(業務提携)